# Endrunde der Deutschen Mannschaftsmeisterschaft im Schach 1949

Hochzeitsturm auf der Mathildenhöhe, 2013

Die Endrunde der Deutschen Mannschaftsmeisterschaft im Schach 1949 fand im November 1949 in den Räumen der Mathildenhöhe in Darmstadt statt.
Es kämpften Bamberg, Barmen, Berlin, Darmstadt, Hamburg und Mannheim um die Deutsche Mannschaftsmeisterschaft 1949.
Georg Kieninger schreibt: „Es war für mich sehr interessant, auch mal als Zuschauer solchen Mannschaftskämpfen beizuwohnen und das von den Einzelmeisterschaften so verschiedene Milieu zu studieren“.

## Kreuztabelle der Mannschaften (Rangliste)
|   | Verein    | 1   | 2   | 3   | 4   | 5   | 6   | K-P | Brettpunkte |
| - | --------- | --- | --- | --- | --- | --- | --- | --- | ----------- |
| 1 | Barmen    |     | 5,0 | 5,0 | 5,0 | 5,5 | 5,0 | 5,0 | 25,5 : 14,5 |
| 2 | Hamburg   | 3,0 |     | 4,0 | 4,5 | 3,5 | 5,5 | 2,5 | 20,5 : 19,5 |
| 3 | Darmstadt | 3,0 | 4,0 |     | 2,5 | 5,0 | 5,0 | 2,5 | 19,5 : 20,5 |
| 4 | Berlin    | 3,0 | 3,5 | 5,5 |     | 4,0 | 4,0 | 2,0 | 20,0 : 20,0 |
| 5 | Bamberg   | 2,5 | 4,5 | 3,0 | 4,0 |     | 4,0 | 2,0 | 18,0 : 22,0 |
| 6 | Mannheim  | 3,0 | 2,5 | 3,0 | 4,0 | 4,0 |     | 1,0 | 16,5 : 23,5 |

## Kreuztabelle der Spieler am 1. Brett
|   | Spieler          | Verein    | 1 | 2 | 3 | 4 | 5 | 6 | 7 | 8 | Punkte   |
| - | ---------------- | --------- | - | - | - | - | - | - | - | - | -------- |
| 1 | Walter Niephaus  | Mannheim  |   | 1 | * | 1 | * | 0 | ½ | 1 | 3½ aus 5 |
| 2 | Sergej Archipoff | Darmstadt | 0 |   | * | * | * | * | * | 1 | 1 aus 2  |
| 3 | Anatol Archipoff | Darmstadt | * | * |   | * | ½ | ½ | ½ | * | 1½ aus 3 |
| 4 | Richard Czaya    | Barmen    | 0 | * | * |   | * | ½ | ½ | * | 1 aus 3  |
| 5 | Baldur Hönlinger | Barmen    | * | * | ½ | * |   | * | * | ½ | 1 aus 2  |
| 6 | Lothar Schmid    | Bamberg   | 1 | * | ½ | ½ | * |   | 1 | 1 | 4 aus 5  |
| 7 | Georg Hodakowsky | Hamburg   | ½ | * | ½ | ½ | * | 0 |   | 1 | 2½ aus 5 |
| 8 | R. Schwabe       | Berlin    | 0 | 0 | * | * | ½ | 0 | 0 |   | ½ aus 5  |

Anmerkung: * bedeutet nicht gespielt